# Argumento estilingue
Em lógica, um argumento estilingue (do inglês, slingshot argument) é um entre um grupo de argumentos reivindicando mostrar que todas as sentenças verdadeiras representam a mesma coisa.
Este tipo de argumento foi apelidado de “estilingue” pelos filósofos Jon Barwise e John Perry (1981) devido à sua arrasadora simplicidade. É normalmente dito que versões do argumento estilingue foram dadas por Gottlob Frege, Alonzo Church, W. V. Quine, e Donald Davidson. Porém, foi disputado por Lorenz Krüger que existe muita homogeneidade nesta tradição. Mais ainda, Krüger rejeita a alegação de Davidson que o argumento pode refutar a Teoria da Verdade baseada na Correspondência. Stephen Neale (1995) propõe, controvertidamente, que a versão mais convincente foi sugerida por Kurt Gödel (1944).
Estes argumentos são às vezes modificados para apoiar a conclusão alternativa de que só existe um fato, ou uma proposição verdadeira, estado de coisas, condição verdadeira, truthmaker, e assim por diante.

## O Argumento
Uma versão do argumento (Perry 1996) diz o seguinte:
Suposições:
1. Substituição. Se dois termos designam a mesma coisa, então substituir um pelo outro em uma sentença não muda a designação daquela sentença.
2. Redistribuição. Rearrumar as partes de uma sentença não muda a designação da sentença, previsto que as condições de verdade da sentença não mudem.
3. Toda sentença é equivalente a uma sentença de forma F (a). Em outras palavras, toda sentença tem a mesma designação que alguma outra sentença que atribui uma propriedade a alguma coisa. (Por exemplo, “Todo homem é mortal” é equivalente a “O número 1 tem a propriedade de ser tal que todo homem é mortal”)
4. Para quaisquer dois objetos, existe uma relação única that holds entre eles.(Por exemplo, se os objetos em questão são denotados por “a” e “b”, a relação em questão pode ser R(x, y), que é estipulado to hold apenas no caso x = a e y = b.)

Sejam S e T sentenças verdadeiras arbitrárias, designando Des(S) e Des(T), respetivamente. (Nenhuma suposição é feita sobre o que Des(S) e Des(T) podem ser.) É mostrado agora por uma serie de transformações preservando suas designações que Des(S) = Des(T). Aqui, "{\displaystyle \iota x} " pode ser lido como "o x para que".
| 1. | {\displaystyle S}                             |                            |
| 2. | {\displaystyle \phi (a)}                      | assumption 3               |
| 3. | {\displaystyle a=\iota x(\phi (x)\land x=a)}  | redistribution             |
| 4. | {\displaystyle a=\iota x(\pi (x,b)\land x=a)} | substitution, assumption 4 |
| 5. | {\displaystyle \pi (a,b)}                     | redistribution             |
| 6. | {\displaystyle b=\iota x(\pi (a,x)\land x=b)} | redistribution             |
| 7. | {\displaystyle b=\iota x(\psi (x)\land x=b)}  | substitution, assumption 3 |
| 8. | {\displaystyle \psi (b)}                      | redistribution             |
| 9. | {\displaystyle T}                             | assumption 3               |

Note que (1)-(9) não é uma derivação de T a partir de S. São uma serie de transformações que (supostamente) preservam a designação da sentença.

## Respostas ao Argumento
Como Gödel (1944) observou, o argumento estilingue não funciona se a famosa avaliação de descrições definidas de Bertrand Russel é assumida. Russel alegou que a interpretação correta de uma sentença de forma “O F é G” é:
"Exatamente uma coisa é F, e esta coisa também é G."
Ou, em linguagem lógica de primeira ordem:
{\displaystyle \exists x(\forall y(F(y)\leftrightarrow y=x)\land G(x))}
Quando as sentenças acima contendo as expressões {\displaystyle \iota } são expandidas para sua forma própria, os passos envolvendo substituição são descobertos ilegítimos. Considere, por exemplo, o passo de (3) para (4). Segundo a avaliação de Russel, (3) e (4) são diminutivos para:
| 3'. | {\displaystyle \exists x(\forall y((\phi (y)\land y=a)\leftrightarrow y=x)\land a=x)}  |
| 4'. | {\displaystyle \exists x(\forall y((\pi (y,b)\land y=a)\leftrightarrow y=x)\land a=x)} |

Claramente o princípio da substituição e a suposição 4 não permitem o passo de (3’) para (4’). Portanto, uma forma de encarar o estilingue é como apenas outro argumento a favor da teoria de Russel para descrições definidas.
Se alguém não está disposto a aceitar a teoria de Russel, então parece justo desafiar os passos de substituição ou redistribuição, que parecem ser os outros pontos mais fracos do argumento. Perry (1996), por exemplo, rejeita ambos estes princípios, propondo trocá-los por certos argumentos mais fracos, porém qualificados, que não permitem o argumento estilingue.